# Квасник, Адам
Адам Квасник (англ. Adam Kwasnik; род. 31 мая 1983, Сидней, Австралия) — австралийский футболист, нападающий.

## Клубная карьера
Самым успешным периодом в футбольной карьере Квасника была его игра за «Сентрал Кост Маринерс» из штата Новый Южный Уэльс. Всего за австралийский клуб он забил 35 голов в 36 матчах. Это второй лучший результат среди всех нападающих в истории «Сентрал Кост Маринерс». 20 января 2006 года Квасник забил 200-й гол в чемпионате Австралии.
В сезоне 2008/09 Квасник перешёл в новозеландский клуб «Веллингтон Феникс», выступающий в австралийской футбольной лиге. 9 февраля 2009 года Квасник вернулся в «Сентрал Кост Маринерс» и провел с клубом кампанию Лиги чемпионов АФК и сезона 2009/10 в чемпионате Австралии. В межсезонье 2010/11 футболист перешёл в китайский клуб «Чэнду Блейдс». Его дебют за новую команду состоялся против «Шаньдун Лунэн Тайшань» — Квасник сравнял счёт до 3:3.
После многочисленных травм в сезонах 2012/13 и 2013/14 Адам Квасник объявил о завершении карьеры.

## Достижения
«Сентрал Кост Маринерс»
- Чемпион Австралии (2): 2007/08, 2011/12
- Победитель плей-офф чемпионата Австралии: 2012/13